# Southpaw
Southpaw (linkshandige) is een Amerikaanse sportfilm uit 2015 onder regie van Antoine Fuqua. De film ging in première op 15 juni op het Internationaal filmfestival van Shanghai.

## Verhaal
Billy "The Great" Hope (Jake Gyllenhaal) is een succesvol bokser met een glansrijke carrière, een mooi huis en een gelukkige familie. Na zijn laatste succesvol titelgevecht waarbij Billy gewond is geraakt, smeekt zijn vrouw Maureen (Rachel McAdams) hem om te stoppen op het toppunt van zijn roem. Hij belooft haar dit te doen en meer tijd met Maureen en hun dochter Leila door te brengen. Maar dan slaat het noodlot toe en wordt Maureen gedood. Billy komt in een neerwaartse zelfdestructieve spiraal terecht, verliest zijn titel, zijn geld en de voogdij over zijn dochter. Ten einde raad zoekt hij hulp bij Titus "Tick" Wills (Forest Whitaker), een trainer van jonge boksers. Hij krijgt van Titus een job aangeboden als schoonmaker van de bokszaal na de laatste trainingen. Langzaam aan groeien de twee naar elkaar toe en slaagt Billy erin uit het diepe dal te klimmen waarin hij terechtgekomen was.

## Rolverdeling
| Acteur                   | Personage              |
| ------------------------ | ---------------------- |
| Jake Gyllenhaal          | Billy Hope             |
| Rachel McAdams           | Maureen Hope           |
| Forest Whitaker          | Titus "Tick" Wills     |
| Oona Laurence            | Leila Hope             |
| Curtis "50 Cent" Jackson | Jordan Mains           |
| Skylan Brooks            | Hoppy                  |
| Naomie Harris            | Angela Rivera          |
| Victor Ortiz             | Ramone                 |
| Beau Knapp               | Jon Jon                |
| Miguel Gomez             | Miguel "Magic" Escobar |
| Dominic Colón            | Mikey                  |
| José Caraballo           | Eli Frost              |
| Malcolm Mays             | Gabe                   |
| Aaron Quattrocchi        | Keith "Buzzsaw" Brady  |
| Lana Young               | Gloria                 |
| Danny Henriquez          | Hector Escobar         |
| Patsy Meck               | rechter Kayle          |
| Vito Grassi              | Nick                   |
| Tony Weeks               | scheidsrechter         |
| Charles Hoyes            | Stuart Korman          |
| Clare Foley              | Alice                  |
| Rita Ora                 | Maria Escobar          |